# M-2 Bradley
O M-2 é um veículo de combate de infantaria, variante do Bradley (VCI), criado e produzido nos Estados Unidos. Foi desenvolvido pela BAE Systems Land & Armaments.
O M-2 foi criado como um veículo extremamente manobrável para, principalmente, fazer reconhecimento. O Bradley também pode transportar um pequeno destacamento de infantaria e vem fortemente armado para dar apoio. Carrega pelo menos uma metralhadora M240 de 7,62 mm, um canhão M242 de 25 mm e um lançador de mísseis BGM-71 TOW. A tripulação do M2 é composta de aproximadamente três pessoas: um comandante, um artilheiro e um piloto; pode transportar também seis soldados de infantaria.
O custo total do programa foi de US$ 5,6 bilhões de dólares e a unidade do veículo custa US$ 3,16 milhões.